# North-Western European Journal of Mathematics
Das North-Western European Journal of Mathematics ist eine mathematische Zeitschrift, die von den mathematischen Forschungsinstituten der Universitäten in der Region Nord–Pas–de–Calais im Norden Frankreichs herausgegeben wird.

## Geschichte
Seit 2015 geben die mathematischen Forschungsinstitute der Region  Nord – Pas – de – Calais eine neue Zeitschrift mit dem Namen North-Western European Journal of Mathematics heraus. Sie ist eine allgemeine mathematische Zeitschrift mit internationalem Redaktionskomitee und veröffentlicht Beiträge aus der Reinen Mathematik, der Angewandten Mathematik und der Geschichte der Mathematik. Im Vergleich zu den übrigen in Frankreich herausgegebenen mathematischen Fachzeitschriften bezieht sie ihre Originalität auch dadurch, dass ihr Sitz sowohl regional ist, als sich auch grenzüberschreitend nach Belgien und in die Niederlande erstreckt. Darüber hinaus erfreut sich der North-Western European Journal of Mathematics der Unterstützung führender französischer, luxemburgischer und niederländischer mathematischer Gesellschaften, sowie des Fields Institutes, das durch seinen Direktor im Redaktionskomitee vertreten ist.

## Veröffentlichungen
Das North-Western European Journal of Mathematics bietet freien Zugang, es ist online frei zugänglich und ist als Papierausgabe zu einem fairen Preis erhältlich, der im Wesentlichen die Druck- und Versandkosten deckt. Die Autoren behalten alle Rechte und zahlen keine Gebühren für die Veröffentlichung.